# Stazione Araminta
Stazione Araminta (Araminta Station) è un romanzo di fantascienza del 1987 di Jack Vance, prima parte della trilogia de Le cronache di Cadwal. Il seguito è costituito dal romanzo I segreti di Cadwal.
Il protagonista è un tipico antieroe vanciano, preso per mano in giovane età come il Gastel Etzwane di Durdane.

## Trama
Un giovane, Glawen Clattuc, residente a Stazione Araminta affronta la sua crescita e la sua formazione di vita alla conoscenza di Cadwal, mondo di proprietà della Società Naturalistica e calderone di manovre più o meno scoperte e di vari personaggi: dal padre di Glawen, Scharde Clattuc, di cui il figlio segue le orme nel lavoro di "poliziotto" dell'Ufficio B, al capo stesso dell'Ufficio B Bodwin Wook, all'intrigante e misterioso Namour (avventuriero coinvolto, come scritto nel romanzo "per metà in cento misfatti", alla zia di Glawen Spanchetta, che risulterà alla fine una "dark lady" di estrema malvagità).
In parallelo alla creazione della società "umana" di Cadwal, si inserisce quella paraumana o aliena degli Yips, inizialmente portati alla Stazione Araminta come manodopera a basso costo, ma successivamente inseriti negli intrighi interplanetari che via via vengono svelati.